# جاز فارماستیکال
جاز فارماستیکال (انگلیسی: Jazz Pharmaceuticals) شرکت داروسازی ایرلندی است، که در سال ۲۰۰۵ تأسیس شد.